# A Day Without Rain
A Day Without Rain ist das fünfte Studioalbum der irischen Sängerin Enya. Es wurde am 21. November 2000 über das Label Warner Music veröffentlicht.

## Produktion
Alle Lieder auf A Day Without Rain wurden von Enya und Roma Ryan geschrieben und von Nicky Ryan produziert. Gastbeiträge von anderen Musikern sind auf dem Album nicht zu finden.

## Titelliste
1. A Day Without Rain – 2:38
2. Wild Child – 3:47
3. Only Time – 3:38
4. Tempus Vernum – 2:24
5. Deora Ar Mo Chroi – 2:48
6. Flora's Secret – 4:07
7. Fallen Embers – 2:31
8. Silver Inches – 1:37
9. Pilgrim – 3:12
10. One by One – 3:56
11. The First of Autumn – 3:10
12. Lazy Days – 3:42

## Kommerzieller Erfolg

### Chartplatzierungen

#### Album
A Day Without Rain stieg am 4. Dezember 2000 auf Platz 5 der deutschen Albumcharts ein. Am 8. Oktober 2001 erreichte in Deutschland die Spitze der Charts. Insgesamt hielt sich das Album 65 Wochen in den deutschen Charts. In den Vereinigten Staaten debütierte der Tonträger in der Woche zum 9. Dezember 2000 auf Platz 23 der Billboard 200. Am 27. Oktober 2001 erreichte A Day Without Rain den zweiten Platz der Albumcharts in den USA. Außerdem erreichte das Album Platz 1 in Österreich.
| ChartsChartplatzierungen       | Höchstplatzierung | Wochen |
| ------------------------------ | ----------------- | ------ |
| Deutschland (GfK)              | 4 (65 Wo.)        | 65     |
| Österreich (Ö3)                | 5 (51 Wo.)        | 51     |
| Schweiz (IFPI)                 | 2 (55 Wo.)        | 55     |
| Vereinigte Staaten (Billboard) | 2 (103 Wo.)       | 103    |
| Vereinigtes Königreich (OCC)   | 6 (21 Wo.)        | 21     |

| ChartsJahrescharts (2000)    | Platzierung |
| ---------------------------- | ----------- |
| Schweiz (IFPI)               | 91          |
| Vereinigtes Königreich (OCC) | 35          |

| ChartsJahrescharts (2001) | Platzierung |
| ------------------------- | ----------- |
| Deutschland (GfK)         | 5           |
| Österreich (Ö3)           | 4           |
| Schweiz (IFPI)            | 6           |

| ChartsJahrescharts (2002)      | Platzierung |
| ------------------------------ | ----------- |
| Deutschland (GfK)              | 29          |
| Österreich (Ö3)                | 36          |
| Schweiz (IFPI)                 | 66          |
| Vereinigte Staaten (Billboard) | 18          |

#### Singles
| Jahr | Titel      | Höchstplatzierung, Gesamtwochen, AuszeichnungChartplatzierungen (Jahr, Titel, , Platzierungen, Wochen, Auszeichnungen, Anmerkungen) | Höchstplatzierung, Gesamtwochen, AuszeichnungChartplatzierungen (Jahr, Titel, , Platzierungen, Wochen, Auszeichnungen, Anmerkungen) | Höchstplatzierung, Gesamtwochen, AuszeichnungChartplatzierungen (Jahr, Titel, , Platzierungen, Wochen, Auszeichnungen, Anmerkungen) | Höchstplatzierung, Gesamtwochen, AuszeichnungChartplatzierungen (Jahr, Titel, , Platzierungen, Wochen, Auszeichnungen, Anmerkungen) | Höchstplatzierung, Gesamtwochen, AuszeichnungChartplatzierungen (Jahr, Titel, , Platzierungen, Wochen, Auszeichnungen, Anmerkungen) | Anmerkungen                             |
| Jahr | Titel      | DE | AT | CH | UK | US | Anmerkungen                             |
| ---- | ---------- | --- | --- | --- | --- | --- | --------------------------------------- |
| 2000 | Only Time  | DE1 (26 Wo.)DE | AT2 (22 Wo.)AT | CH1 (30 Wo.)CH | UK32 (4 Wo.)UK | US10 (32 Wo.)US | Erstveröffentlichung: 20. November 2000 |
| 2001 | Wild Child | — | — | — | UK72 (1 Wo.)UK | — | Erstveröffentlichung: 4. Dezember 2001  |

### Auszeichnungen für Musikverkäufe
A Day Without Rain wurde 2005 in Deutschland für mehr als 900.000 Verkäufe mit dreifach-Platin ausgezeichnet. In den Vereinigten Staaten wurde das Album 2005 für mehr als sieben Millionen Verkäufe mit siebenfach-Platin ausgezeichnet.
| Professionelle Bewertungen | Professionelle Bewertungen |
| -------------------------- | -------------------------- |
| Kritiken                   |                            |
| Quelle                     | Bewertung                  |
| allmusic                   | [ 22 ]                     |
| Rolling Stone              | [ 23 ]                     |

| Land/Region                  | Auszeichnungen für Musikverkäufe (Land/Region, Auszeichnung, Verkäufe) | Verkäufe   |
| ---------------------------- | ---------------------------------------------------------------------- | ---------- |
| Argentinien (CAPIF)          | Gold                                                                   | 30.000     |
| Australien (ARIA)            | 3× Platin                                                              | 210.000    |
| Belgien (BRMA)               | 2× Platin                                                              | (100.000)  |
| Brasilien (PMB)              | Gold                                                                   | 100.000    |
| Dänemark (IFPI)              | Platin                                                                 | (50.000)   |
| Deutschland (BVMI)           | 3× Platin                                                              | (900.000)  |
| Europa (IFPI)                | 3× Platin                                                              | 3.000.000  |
| Finnland (IFPI)              | —                                                                      | (12.235)   |
| Frankreich (SNEP)            | Gold                                                                   | (100.000)  |
| Japan (RIAJ)                 | 4× Platin                                                              | 800.000    |
| Kanada (MC)                  | 8× Platin                                                              | 800.000    |
| Mexiko (AMPROFON)            | Gold                                                                   | 75.000     |
| Neuseeland (RMNZ)            | Platin                                                                 | 15.000     |
| Niederlande (NVPI)           | 3× Platin                                                              | (240.000)  |
| Österreich (IFPI)            | Platin                                                                 | (50.000)   |
| Polen (ZPAV)                 | Gold                                                                   | (50.000)   |
| Schweden (IFPI)              | Platin                                                                 | (60.000)   |
| Schweiz (IFPI)               | 2× Platin                                                              | (100.000)  |
| Spanien (Promusicae)         | 2× Platin                                                              | (200.000)  |
| Vereinigte Staaten (RIAA)    | 7× Platin                                                              | 7.000.000  |
| Vereinigtes Königreich (BPI) | 2× Platin                                                              | (604.000)  |
| Insgesamt                    | 5× Gold · 43× Platin ·                                                 | 12.030.000 |

Hauptartikel: Enya/Auszeichnungen für Musikverkäufe